# Laucourt
Laucourt est une commune française située dans le département de la Somme, en région Hauts-de-France.

## Géographie

### Localisation
Laucourt est un village picard de l'Amiénois et de la région naturelle du Santerre.
Limitrophe de Roye, la localité est située à 14 km à l'est de Montdidier, 20 km au nord-ouest de Noyon, 29 km au nord de Compiègne, 41 km au sud-est d'Amiens et à 43 km au sud-ouest de Saint-Quentin à vol d'oiseau.
Le territoire de la commune est limitrophe de ceux de cinq communes.
Les communes limitrophes sont Beuvraignes, Dancourt-Popincourt, Roye, Saint-Mard et Tilloloy.

### Géologie et relief
Le sol est constitué du limon argileux du plateau du Santerre. le calcaire n'affleure qu'au nord-est du territoire. Des veines de grès très friable sont orientées nord-sud.

### Hydrographie
La commune est située dans le bassin Artois-Picardie. Elle n'est drainée par aucun cours d'eau.

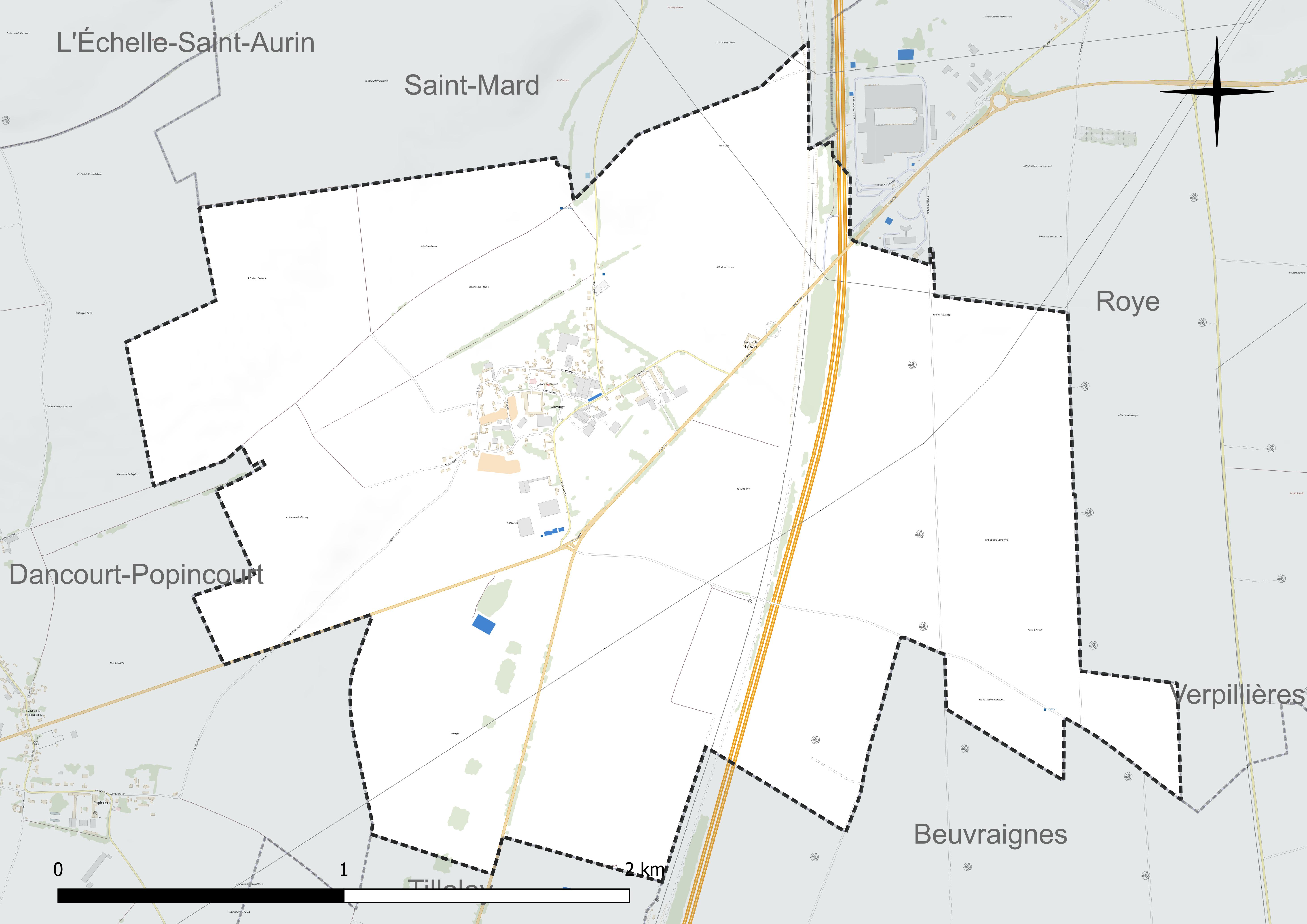
Réseau hydrographique de Laucourt.

### Climat
Pour des articles plus généraux, voir Climat des Hauts-de-France et Climat de la Somme.
En 2010, le climat de la commune est de type climat océanique dégradé des plaines du Centre et du Nord, selon une étude du CNRS s'appuyant sur une série de données couvrant la période 1971-2000. En 2020, Météo-France publie une typologie des climats de la France métropolitaine dans laquelle la commune est exposée à un climat océanique et est dans la région climatique Nord-est du bassin Parisien, caractérisée par un ensoleillement médiocre, une pluviométrie moyenne régulièrement répartie au cours de l'année et un hiver froid (3 °C).
Pour la période 1971-2000, la température annuelle moyenne est de 10,4 °C, avec une amplitude thermique annuelle de 14,8 °C. Le cumul annuel moyen de précipitations est de 687 mm, avec 11,2 jours de précipitations en janvier et 8,5 jours en juillet. Pour la période 1991-2020, la température moyenne annuelle observée sur la station météorologique la plus proche, située sur la commune de Rouvroy-en-Santerre à 11 km à vol d'oiseau, est de 10,8 °C et le cumul annuel moyen de précipitations est de 635,8 mm,. Pour l'avenir, les paramètres climatiques de la commune estimés pour 2050 selon différents scénarios d'émission de gaz à effet de serre sont consultables sur un site dédié publié par Météo-France en novembre 2022.

## Urbanisme

### Typologie
Au 1er janvier 2024, Laucourt est catégorisée commune rurale à habitat dispersé, selon la nouvelle grille communale de densité à sept niveaux définie par l'Insee en 2022.
Elle est située hors unité urbaine. Par ailleurs la commune fait partie de l'aire d'attraction de Roye, dont elle est une commune de la couronne,. Cette aire, qui regroupe 35 communes, est catégorisée dans les aires de moins de 50 000 habitants,.

### Occupation des sols
L'occupation des sols de la commune, telle qu'elle ressort de la base de données européenne d'occupation biophysique des sols Corine Land Cover (CLC), est marquée par l'importance des territoires agricoles (88,7 % en 2018), en diminution par rapport à 1990 (94,8 %). La répartition détaillée en 2018 est la suivante : 
terres arables (88,7 %), zones industrielles ou commerciales et réseaux de communication (5,9 %), zones urbanisées (5,4 %). L'évolution de l'occupation des sols de la commune et de ses infrastructures peut être observée sur les différentes représentations cartographiques du territoire : la carte de Cassini (XVIIIe siècle), la carte d'état-major (1820-1866) et les cartes ou photos aériennes de l'IGN pour la période actuelle (1950 à aujourd'hui).

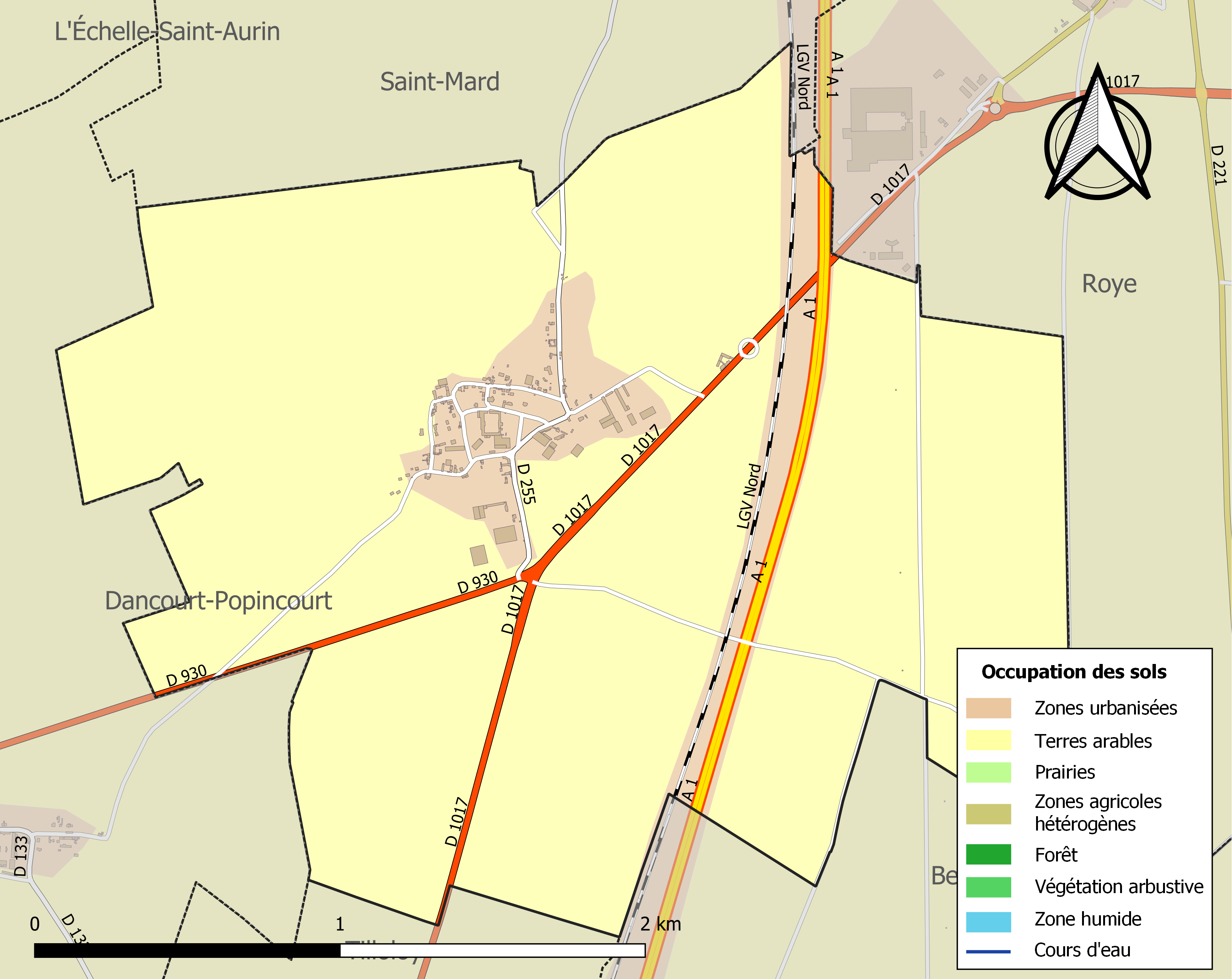
Carte des infrastructures et de l'occupation des sols de la commune en 2018 (CLC).

### Voies de communication et transports
La commune est desservie, en 2023, par la ligne 655 du réseau interurbain de l'Oise et par la ligne 744 du réseau Trans'80.
Le village se trouve à l'intersection de l'ancienne RN 17 (actuelle RD 1017) et de l'ancienne RN 30 (actuelle RD 930).
L'autoroute du Nord et la LGV Nord traversent le territoire communal.

## Toponymie
Le nom de la localité est attesté sous les formes Leucurt en 1180 ; Loecourt en 1204 ; Looucourt en 1243 ; Laucourt en 1296 ; Laoucourt en 1301 ; Lauercourt en 1648 ; Lancourt en 1567 ; Leaucourt en 1579 ; Locourt en 1700 ; Loucourt en 1707 ; Laucour en 1733 ; Lancourt en 1790.

Si la tradition y voit la signification de « Domaine du loup » (Lupus), il faut peut-être y trouver le nom d'un propriétaire des lieux de l'époque moyenâgeuse.

## Histoire

### Antiquité
Au Chessoy et au lieu-dit Le Catiau, on a trouvé des silex, des tuiles à rebord, des poteries, des vases en cuivre et des monnaies romaines.
Le monticule est supposé avoir été un camp de retranchement romain, à proximité de la voie romaine

### Moyen Âge
En 891, les Normands ont ravagé le village.
Robert Barbe de Laucourt semble être le premier seigneur du lieu, cité en 1179.
Le fief de Chessoy dépendait des seigneurs de Roye.
La seigneurie de Laucourt passa, avec ce dernier, aux seigneurs de Tilloloy.
Le château-fort de Chessoy a été endommagé pendant les troubles de la ligue, ne subsistant que la chapelle et le donjon.

### Temps modernes
À la Révolution, la chapelle de Chessoy disparait et le hameau est absorbé par Laucourt. Le village comptait pourtant encore 36 feux en 1469.

### Première Guerre mondiale

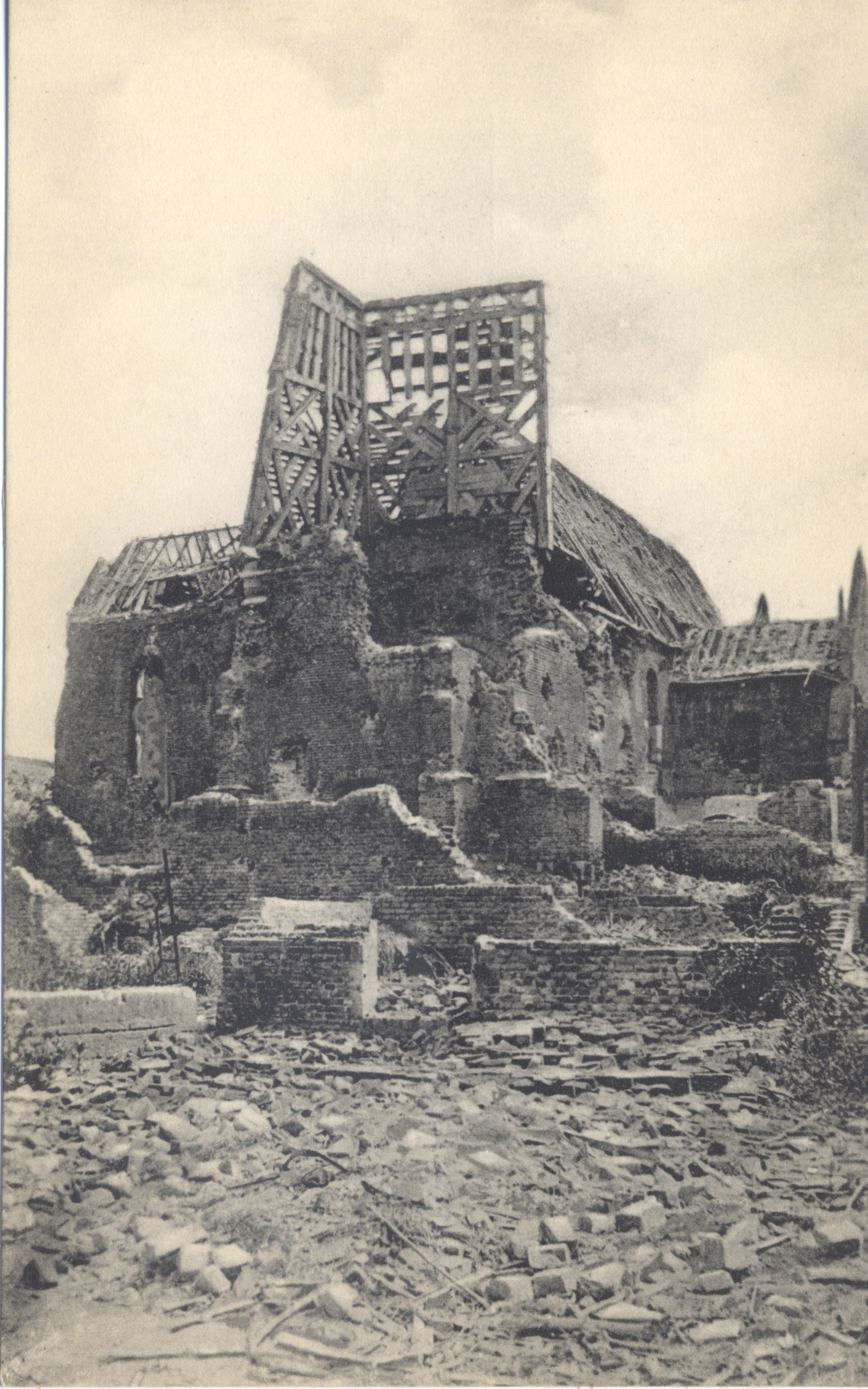
Destruction de l'église pendant la Première Guerre mondiale.

Le village est totalement détruit pendant la Première Guerre mondiale,,,,,. Il a été décoré de la Croix de guerre 1914-1918 le 30 octobre 1920.
.

## Politique et administration

### Rattachements administratifs et électoraux
La commune se trouve dans l'arrondissement de Montdidier du département de la Somme. Pour l'élection des députés, elle fait partie depuis 2012 de la cinquième circonscription de la Somme.
Elle fait partie depuis 1793 du canton de Roye. Dans le cadre du redécoupage cantonal de 2014 en France, ce canton, dont la commune est toujours membre, est modifié, passant de 33 à 62  communes.

### Intercommunalité
La commune était membre du SIVOM du canton de Roye, créé en 1972, et qui s'est transformé pour devenir l'actuelle communauté de communes du Grand Roye, dont la commune est toujours partie intégrante.

### Politique locale
À la suite d'une grave accident survenu en 2009 qui fit deux victimes dont un mort, la commune doit verser d'importantes indemnités, hors de proportion avec son budget. Le maire élu en 2014, Bruno Thérèse, démissionne en septembre 2016, faute de parvenir à résoudre le problème financier.
Bertrand Bayard est alors élu maire et les habitants décident  une très forte augmentation de la pression fiscale  (+ 220 % en 2017) ainsi que des économies drastiques. Avec l'aide de nombreux partenaires, la commune achève l'indemnisation des victimes en 2018.

### Liste des maires
| Période                                  | Période                      | Identité              | Étiquette | Qualité        |
| ---------------------------------------- | ---------------------------- | --------------------- | --------- | -------------- |
| Les données manquantes sont à compléter. |                              |                       |           |                |
| mars 2001                                | 2014                         | Jean-Pierre Prouillet |           |                |
| 2014                                     | septembre 2016               | Bruno Thérèse         |           | Démissionnaire |
| septembre 2016                           | mai 2020                     | Bertrand Bayard       |           |                |
| mai 2020                                 | En cours (au 8 octobre 2020) | Didier Liénard        |           |                |

## Population et société

### Démographie
L'évolution du nombre d'habitants est connue à travers les recensements de la population effectués dans la commune depuis 1793. Pour les communes de moins de 10 000 habitants, une enquête de recensement portant sur toute la population est réalisée tous les cinq ans, les populations de référence des années intermédiaires étant quant à elles estimées par interpolation ou extrapolation. Pour la commune, le premier recensement exhaustif entrant dans le cadre du nouveau dispositif a été réalisé en 2005.

En 2022, la commune comptait 184 habitants, en évolution de −7,07 % par rapport à 2016 (Somme : −1,26 %, France hors Mayotte : +2,11 %).
| 1793 | 1800 | 1806 | 1821 | 1831 | 1836 | 1841 | 1846 | 1851 |
| ---- | ---- | ---- | ---- | ---- | ---- | ---- | ---- | ---- |
| 270  | 228  | 259  | 261  | 281  | 281  | 261  | 257  | 230  |

| 1856 | 1861 | 1866 | 1872 | 1876 | 1881 | 1886 | 1891 | 1896 |
| ---- | ---- | ---- | ---- | ---- | ---- | ---- | ---- | ---- |
| 222  | 222  | 232  | 235  | 206  | 211  | 215  | 199  | 187  |

| 1901 | 1906 | 1911 | 1921 | 1926 | 1931 | 1936 | 1946 | 1954 |
| ---- | ---- | ---- | ---- | ---- | ---- | ---- | ---- | ---- |
| 171  | 173  | 190  | 128  | 155  | 154  | 171  | 147  | 145  |

| 1962 | 1968 | 1975 | 1982 | 1990 | 1999 | 2005 | 2006 | 2010 |
| ---- | ---- | ---- | ---- | ---- | ---- | ---- | ---- | ---- |
| 173  | 185  | 146  | 164  | 190  | 193  | 178  | 177  | 176  |

| 2015 | 2020 | 2022 | - | - | - | - | - | - |
| ---- | ---- | ---- | - | - | - | - | - | - |
| 197  | 190  | 184  | - | - | - | - | - | - |

### Enseignement
Les communes de Beuvraignes,Tilloloy, Bus-la-Mésière, Laucourt, Dancourt-Popincourt, Marquivillers et Armancourt gèrent l'enseignement primaire en  regroupement pédagogique intercommunal (RPI), au moyen d'un syndicat scolaire (SISCO). Six classes sont implantées à Beuvraignes et trois à Tilloloy, pour l'année scolaire 2017-2018.

## Économie
Le village a une activité principalement agricole.
Toutefois, les Studios Lamy, créés en janvier 2015, sont des studios de tournage de films, notamment des courts-métrages ou des films publicitaires. En 2016, le studio a assuré 200 jours de tournage cumulés, et 300 jours en 2017.

## Culture locale et patrimoine

### Lieux et monuments
- Église Saint-Martin[41],[42],[43],[44]. Détruite pendant la Première Guerre mondiale[45],[46],[47], elle a été reconstruite toute en briques .

- Ecce Homo, à côté de l'église. Dégradé pendant la Première Guerre mondiale[48], Il a été retrouvé dans les restes de l'ancienne chapelle du cimetière[49],[50].

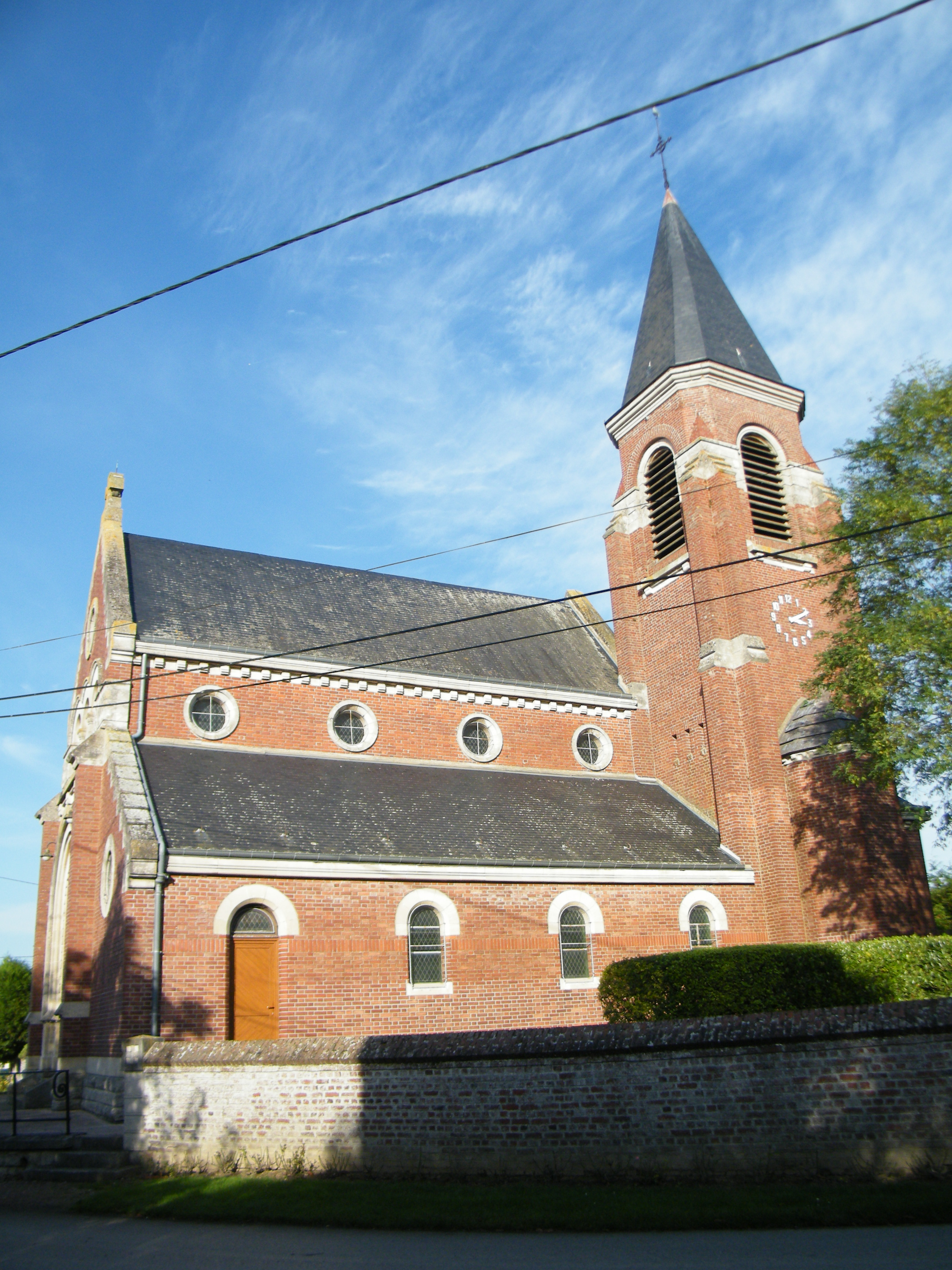
L'église Saint-Martin.
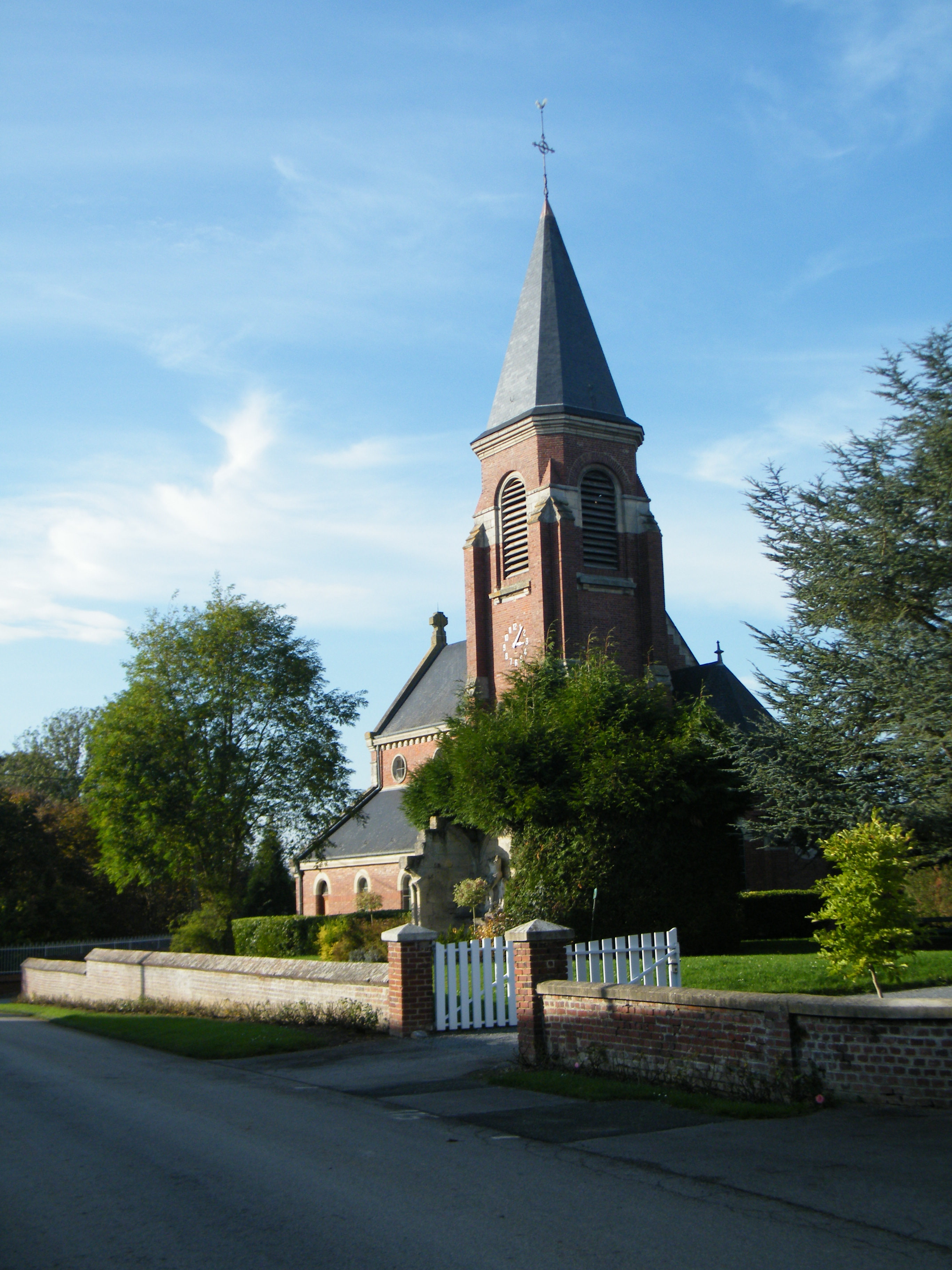
Autre vue de l'église.
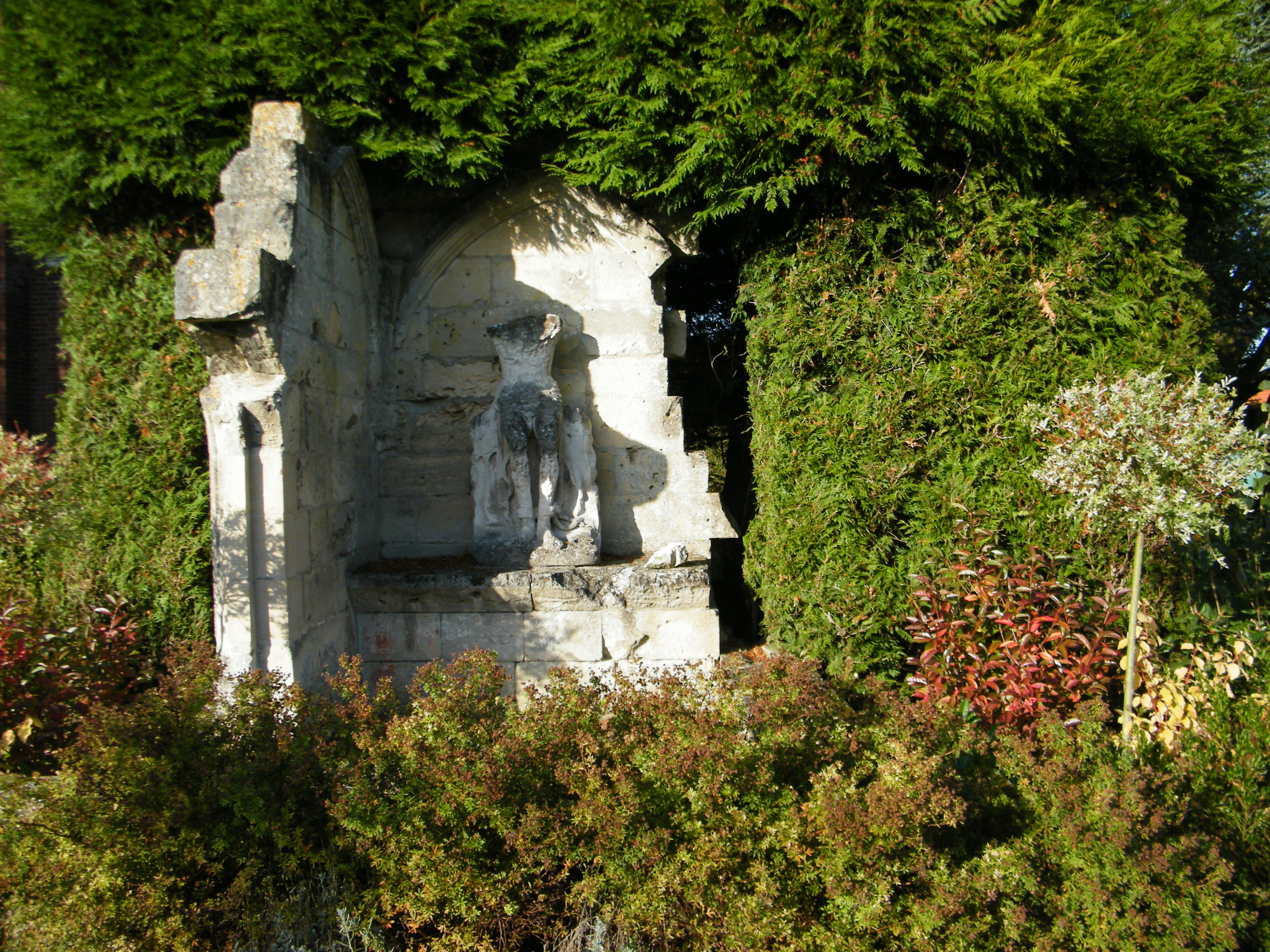
Vestiges de l'ancienne église.

### Personnalités liées à la commune
- Pierre-Florent Louvet (1757-1818), homme politique de la Révolution française, du Consulat et du Premier Empire.